# Lijst van personen overleden in november 2019
Dit is een lijst van bekende personen die zijn overleden in november 2019.

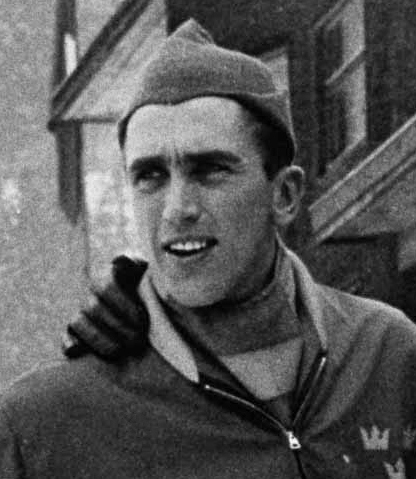
Sigge Ericsson
2 november

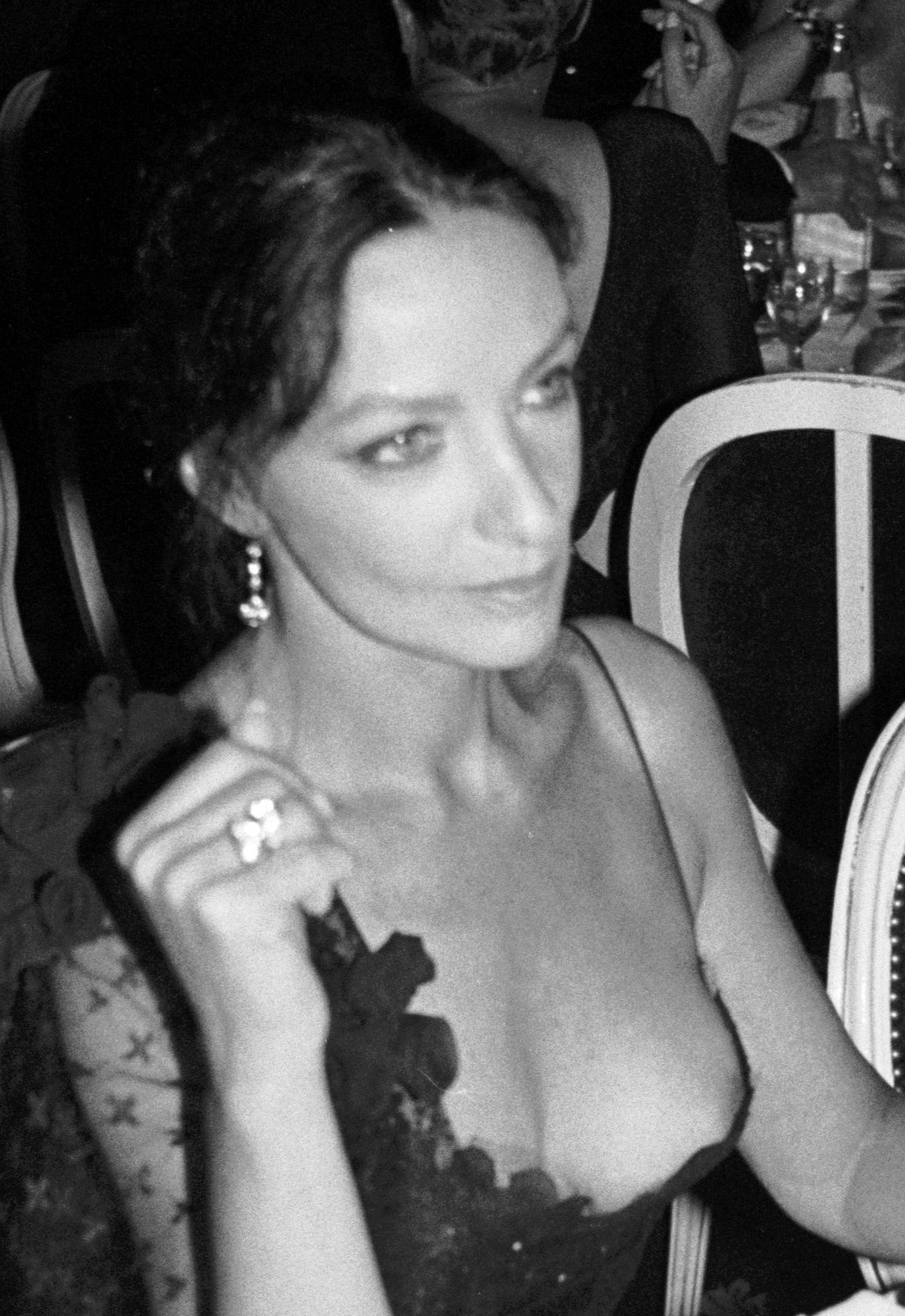
Marie Laforêt
2 november

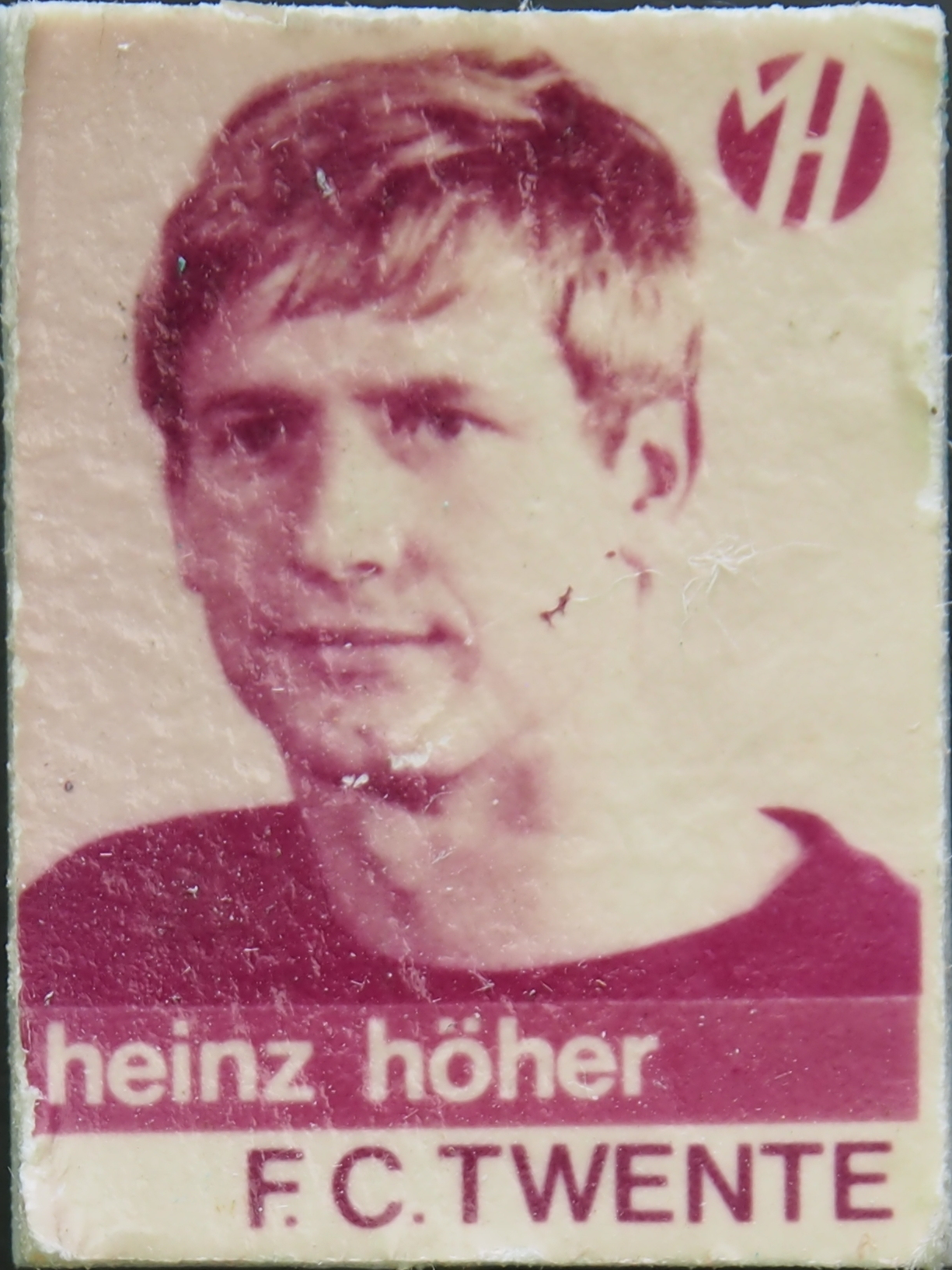
Heinz Höher
7 november

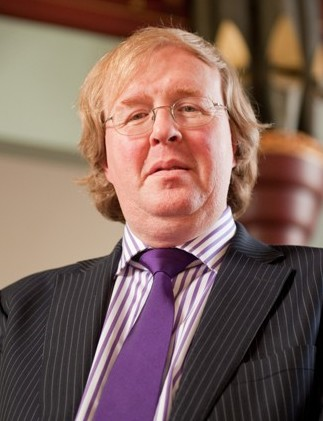
Wim Magré
10 november

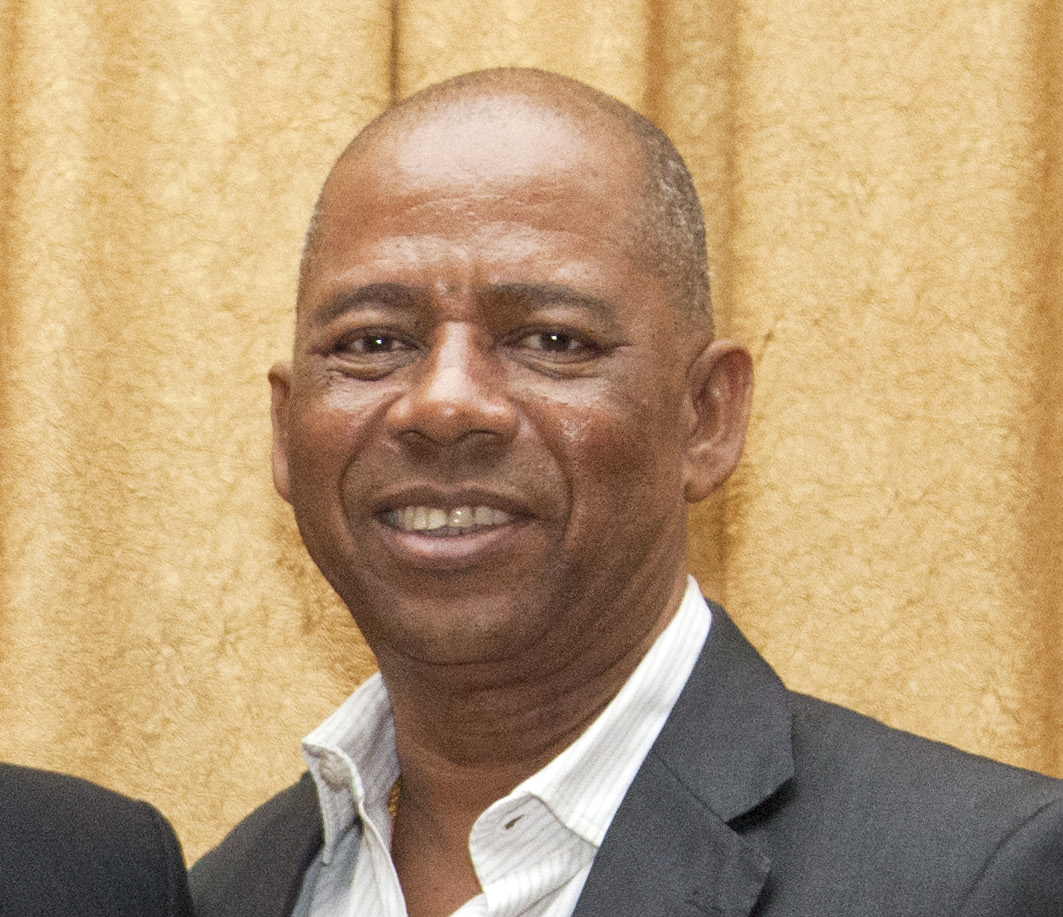
Winston Lackin
11 november

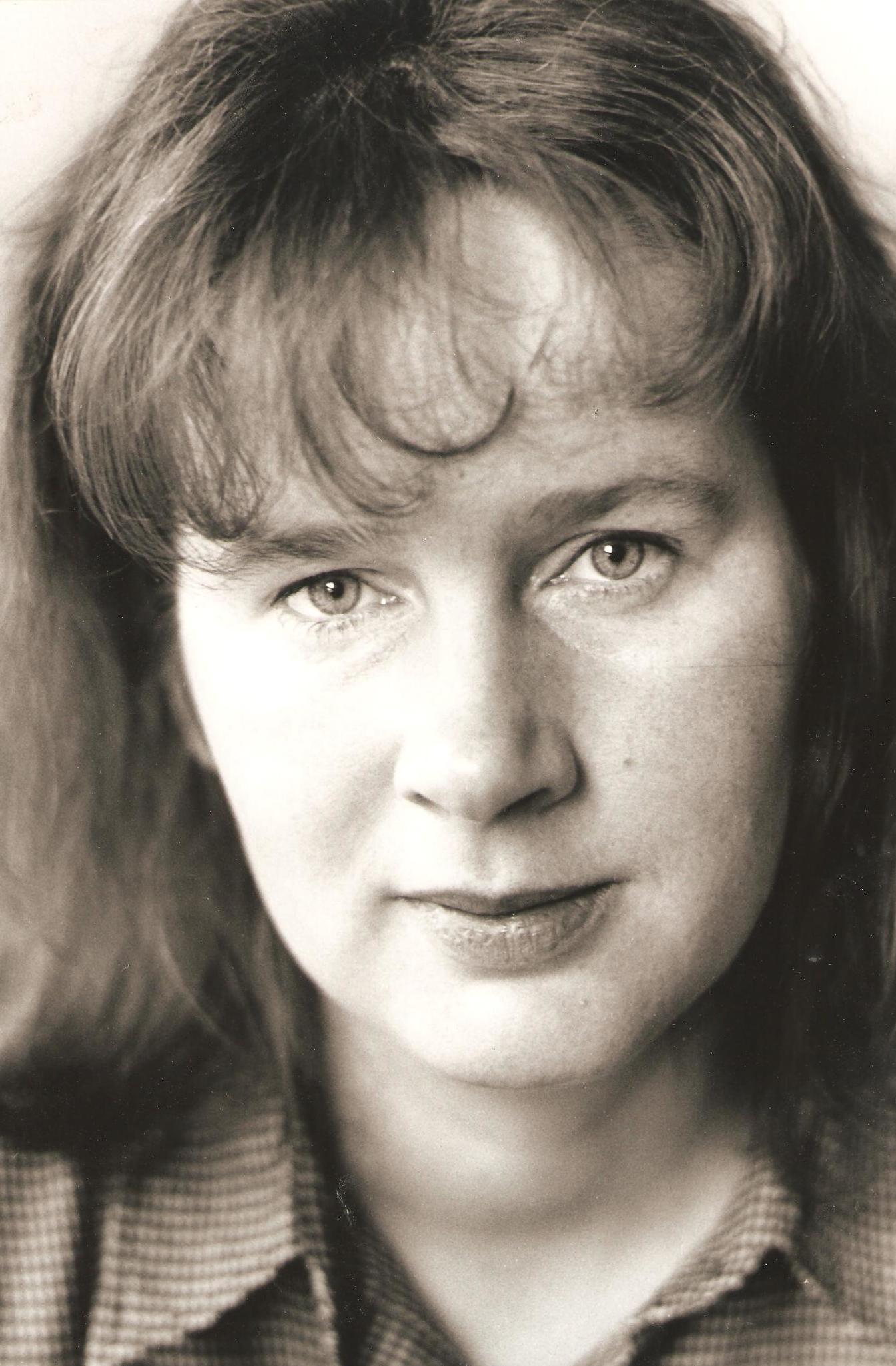
Ilse Starkenburg
11 november

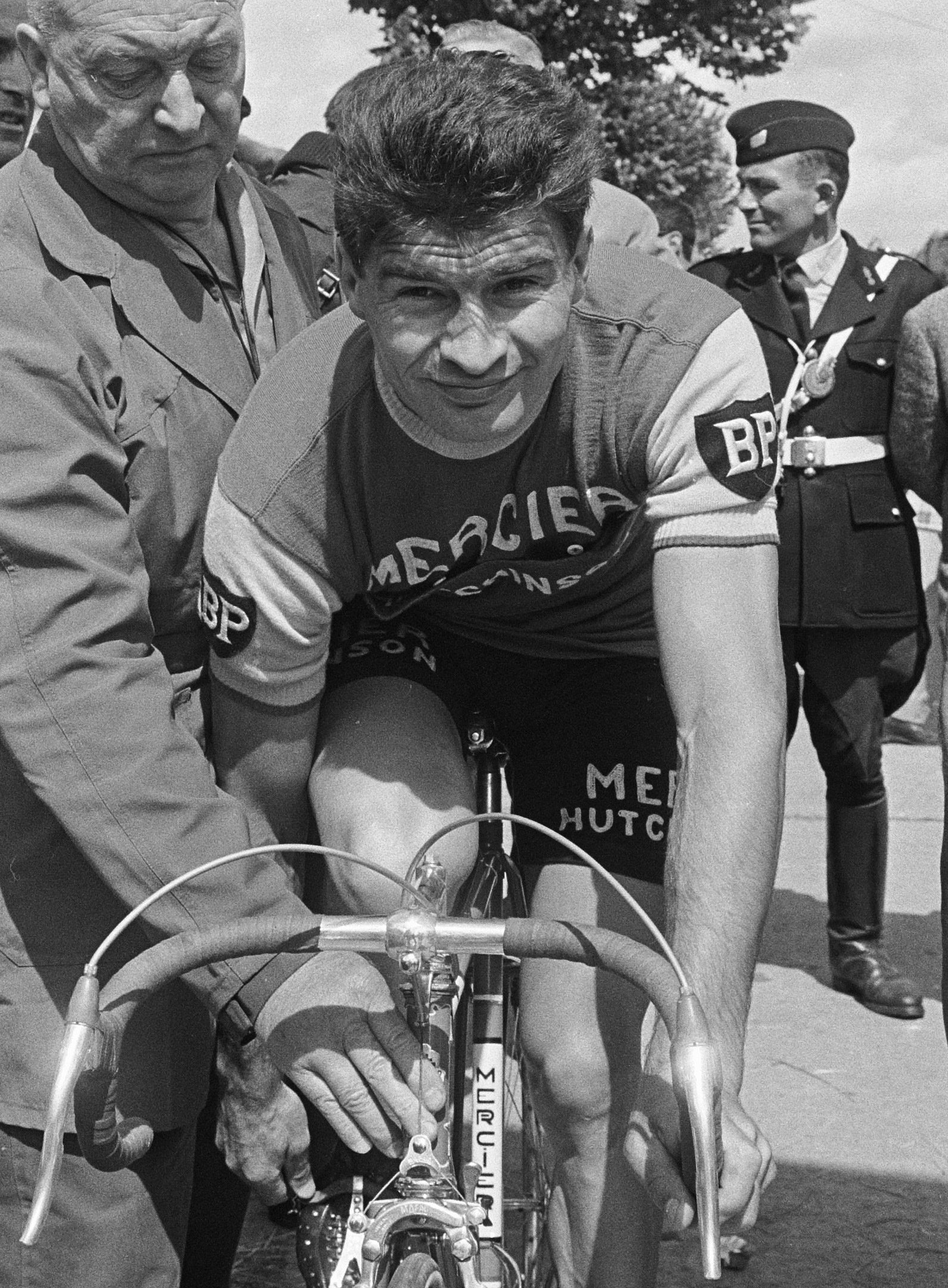
Raymond Poulidor
13 november

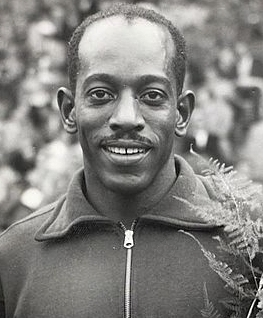
Harrison Dillard
15 november

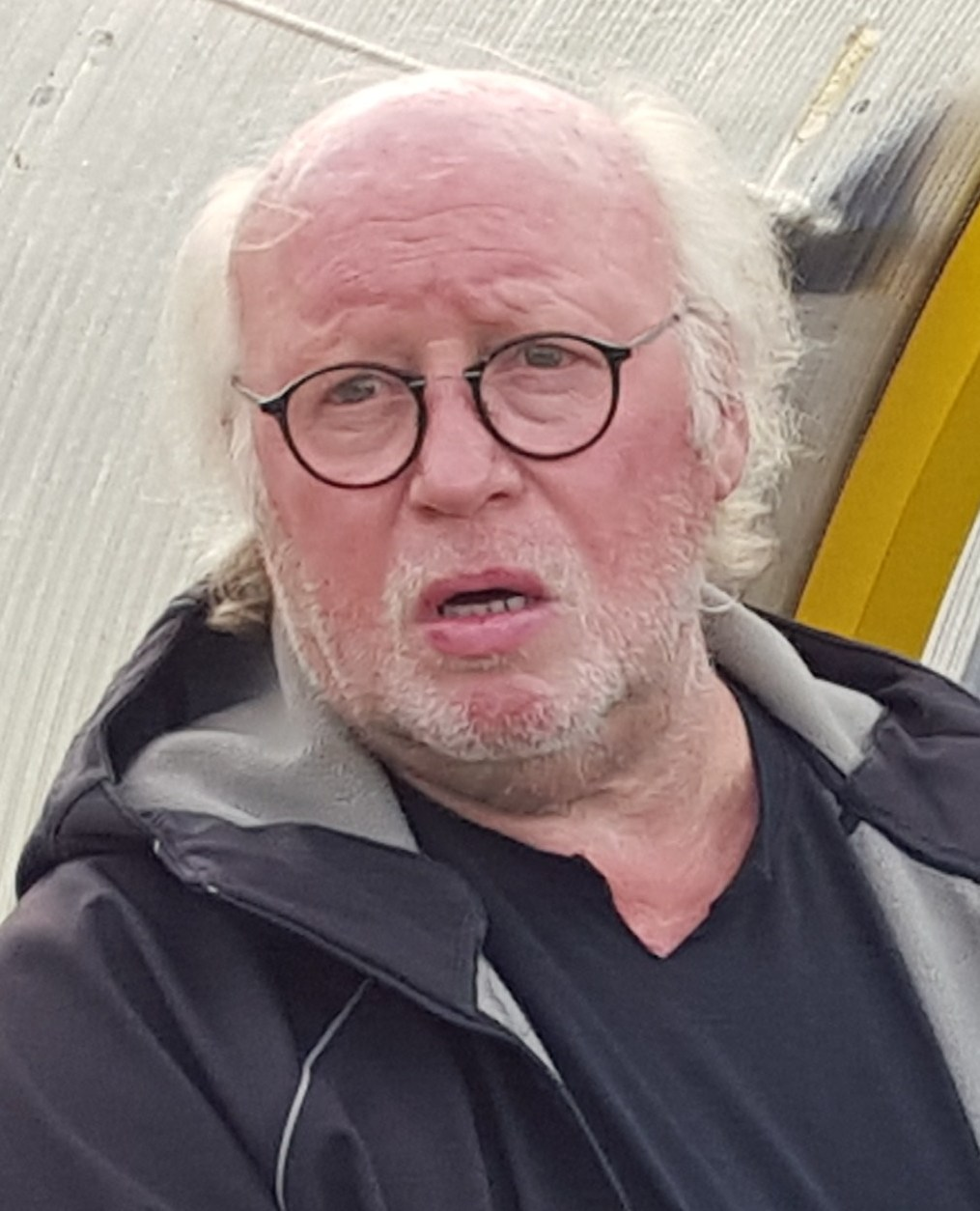
Daniel Leclercq
22 november

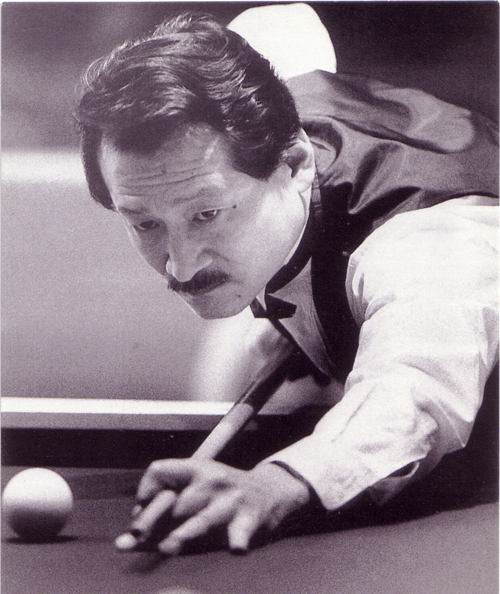
Nobuaki Kobayashi
25 november

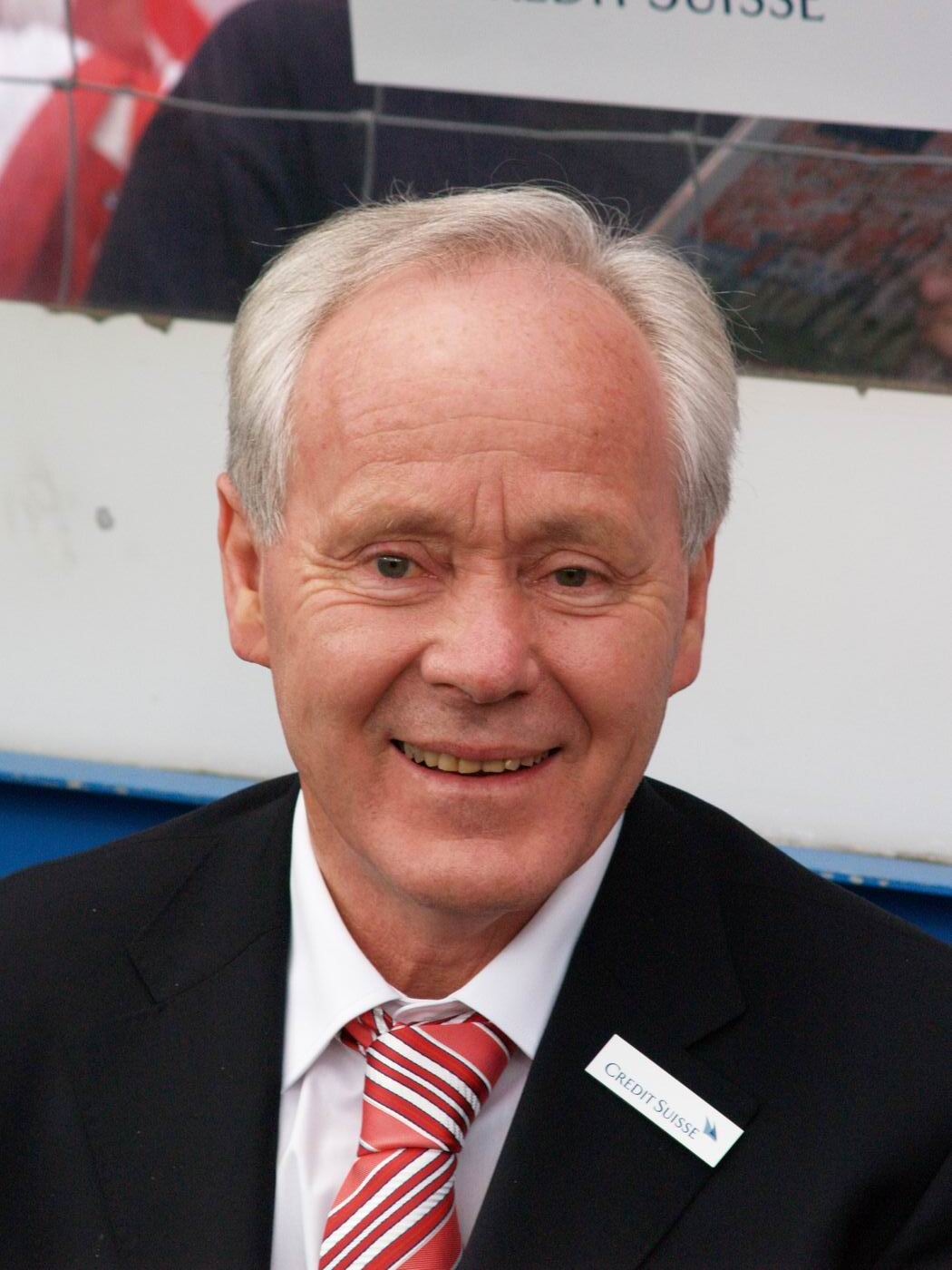
Köbi Kuhn
26 november

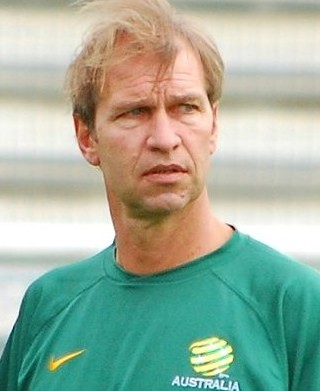
Pim Verbeek
28 november

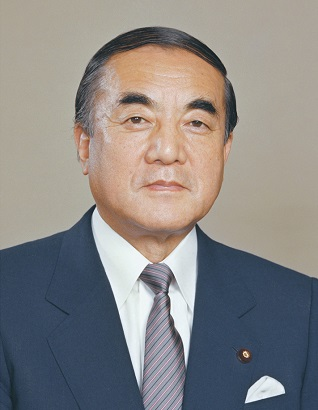
Yasuhiro Nakasone
29 november

| 1 | 2 | 3 | 4 | 5 | 6 | 7 | 8 | 9 | 10 | 11 | 12 | 13 | 14 | 15 | 16 | 17 | 18 | 19 | 20 | 21 | 22 | 23 | 24 | 25 | 26 | 27 | 28 | 29 | 30 |
| - | - | - | - | - | - | - | - | - | -- | -- | -- | -- | -- | -- | -- | -- | -- | -- | -- | -- | -- | -- | -- | -- | -- | -- | -- | -- | -- |

### 1 november
- Johannes Schaaf (86), Duits acteur en regisseur[1]
- Else Vlug (85), Nederlands schrijfster[2]

### 2 november
- Maïté Duval (75), Nederlands beeldhouwster en tekenares[3]
- Norbert Eder (63), Duits voetballer[4]
- Sigge Ericsson (89), Zweeds langebaanschaatser[5]
- Bogaletch Gebre (59), Ethiopisch vrouwenrechtenactiviste[6]
- Marie Laforêt (80), Frans actrice, zangeres en schrijfster[7]
- Max Léons (97), Nederlands verzetsstrijder[8]
- Brian Tarantina (60), Amerikaans acteur[9]

### 3 november
- Yvette Lundy (103), Frans verzetsstrijdster[10]
- Bob Norris (90), Amerikaans model[11]
- Adamantios Mantis (21), Grieks waterpolospeler[12]

### 4 november
- Jacques Dupont (91), Frans wielrenner[13]
- Yılmaz Gökdel (79), Turks voetballer en voetbaltrainer[14]
- Timi Hansen (61), Deens bassist[15]
- Dmitri Vasilenko (43), Russisch turner[16]

### 5 november
- Ernest J. Gaines (86), Amerikaans auteur[17]
- Georges Gutelman (81), Belgisch zakenman[18]
- Jan Erik Kongshaug (75), Noors jazzmuzikant en geluidstechnicus[19]
- Juliaan Lampens (93), Belgisch architect[20]
- André Zimmermann (80), Frans wielrenner[21]

### 6 november
- Robert Freeman (83), Brits fotograaf en grafisch ontwerper[22]

### 7 november
- Annie Heuts (90), Nederlands zangeres en dichteres[23]
- Heinz Höher (81), Duits voetballer en voetbaltrainer[24]

### 8 november
- Lucette Destouches (107), Frans balletdanseres[25]
- Dennis Sluijk (48), Nederlands voetballer[26]

### 9 november
- Dwight Ritchie (27), Australisch bokser[27]
- Paula Sleyp (88), Belgisch actrice[28]
- Gunnar Valkare (76), Zweeds componist[29]
- Hans Verèl (66), Nederlands voetballer en voetbaltrainer[30]

### 10 november
- Wim Magré (57), Nederlands organist[31]
- István Szívós jr. (71), Hongaars waterpolospeler[32]

### 11 november
- Bad Azz (43), Amerikaans rapper[33]
- Frank Dobson (79), Brits politicus[34]
- Theo de Graaf (77), Nederlands politicus[35]
- Winston Lackin (64), Surinaams minister[36]
- James Le Mesurier (48), Brits militair en mede-oprichter van Witte Helmen[37]
- Ilse Starkenburg (56), Nederlands dichteres[38]

### 12 november
- George Feifer (85), Amerikaans journalist en auteur[39]
- Harry Lamme (84), Nederlands waterpolospeler[40]
- Mitsuhisa Taguchi (64), Japans voetballer[41]
- Josephus Thimister (57), Nederlands couturier[42]

### 13 november
- Giorgio Corbellini (72), Italiaans bisschop[43]
- Miek de Langen (89), Nederlands jeugdrechtgeleerde[44]
- Raymond Poulidor (83), Frans wielrenner[45]
- Niall Tóibin (89), Iers komiek en acteur[46]
- José Luis Veloso (82), Spaans voetballer[47]

### 14 november
- Branko Lustig (87), Kroatisch filmproducent[48]
- Wim Zwiers (97), Nederlands kunstenaar[49]

### 15 november
- Harrison Dillard (96), Amerikaans atleet[50]
- Juliusz Paetz (84), Pools bisschop[51]
- Hans van Vliet (66), Nederlands sportjournalist[52]
- Jantje Weurding-Spijkman (89), Nederlands actrice[53]

### 16 november
- Charles Dumolin (67), Belgische zanger en kunstenaar[54]
- Fabrizio Nassi (68), Italiaans volleyballer[55]
- Vojtěch Jasný (93), Tsjechisch filmregisseur[56]
- Terry O'Neill (81), Brits fotograaf[57]

### 17 november
- Tuka Rocha (36), Braziliaans autocoureur[58]

### 18 november
- John Gale (65), Brits pokerspeler[59]
- Arjen Hoekstra (52), Nederlands hoogleraar watermanagement[60]
- Laure Killing (60), Frans actrice[61]

### 19 november
- Martinus Dogma Situmorang (73), Indonesisch bisschop[62]
- Tom Lyle (66), Amerikaans striptekenaar[63]

### 20 november
- Michael J. Pollard (80), Amerikaans acteur[64]
- Jake Burton Carpenter (65), Amerikaans snowboard-pionier[65]

### 21 november
- Colin Skipp (80), Brits acteur[66]

### 22 november
- Gaston Durnez (91), Belgisch schrijver en journalist[67]
- Daniel Leclercq (70), Frans voetballer en voetbalcoach[68]
- Joaquim Moutinho (67), Portugees rallyrijder[69]
- Eduardo Nascimento (76), Angolees zanger[70]
- Bowen Strassford (93), Amerikaans zwemmer[71]

### 23 november
- Olly Croft (90), Brits dartsbestuurder[72]
- Alelia Murphy (114), Amerikaans supereeuweling[73]

### 24 november
- Goo Ha-ra (28), Zuid-Koreaans zangeres en actrice[74]
- Juan Orrego-Salas (100), Chileens componist, muziekpedagoog, musicoloog en dirigent[75]
- Clive James (80), Australisch schrijver, criticus en programmamaker[76]

### 25 november
- Trix van Brussel (99), Nederlands kinderboekenschrijfster[77]
- Nobuaki Kobayashi (77), Japans biljartspeler[78]
- Franz Lichtblau (91), Duits (kerk)architect[79]
- Bruno Nicolè (79), Italiaans voetballer[80]
- Iain Sutherland (71), Schots zanger[81]
- Goar Vartanian (93), Sovjet-Russisch spionne[82]

### 26 november
- Hennie Ardesch (76), Nederlands voetballer[83]
- Ken Kavanagh (95), Australisch motorcoureur[84]
- Köbi Kuhn (76), Zwitsers voetballer en voetbalcoach[85]
- Gary Rhodes (59), Brits chef-kok[86]

### 27 november
- Vittorio Congia (89), Italiaans filmacteur[87]
- Godfrey Gao (35), Taiwanees-Canadees model en acteur[88]
- Terry de Havilland (81), Brits schoenontwerper[89]
- Jaegwon Kim (85), Koreaans-Amerikaans filosoof[90]
- Jonathan Miller (85), Brits toneelregisseur[91]

### 28 november
- Padú Lampe (99), Arubaans musicus, componist, schrijver en kunstschilder[92]
- Pim Verbeek (63), Nederlands voetballer en voetbalcoach[93]

### 29 november
- Irving Burgie (95), Jamaicaans liedschrijver[94]
- Rinio Doest (67), Surinaams-Nederlands voetballer[95]
- Yasuhiro Nakasone (101), premier van Japan (1982-1987)[96]

### 30 november
- Elizabeth Arrieta (57), Uruguayaans ingenieur en politica[97]

### Datum onbekend
- Anatoli Kroetikov (86), Sovjet-Russisch voetballer en voetbaltrainer[98]
- Denise Maes (86), Belgisch omroepster en presentatrice[99]

januari ·
februari ·
maart ·
april ·
mei ·
juni ·
juli ·
augustus ·
september ·
oktober ·
november ·
december
1900 ·
1901 ·
1902 ·
1903 ·
1904 ·
1905 ·
1906 ·
1907 ·
1908 ·
1909 ·
1910 ·
1911 ·
1912 ·
1913 ·
1914 ·
1915 ·
1916 ·
1917 ·
1918 ·
1919 ·
1920 ·
1921 ·
1922 ·
1923 ·
1924 ·
1925 ·
1926 ·
1927 ·
1928 ·
1929 ·
1930 ·
1931 ·
1932 ·
1933 ·
1934 ·
1935 ·
1936 ·
1937 ·
1938 ·
1939 ·
1940 ·
1941 ·
1942 ·
1943 ·
1944 ·
1945 ·
1946 ·
1947 ·
1948 ·
1949 ·
1950 ·
1951 ·
1952 ·
1953 ·
1954 ·
1955 ·
1956 ·
1957 ·
1958 ·
1959 ·
1960 ·
1961 ·
1962 ·
1963 ·
1964 ·
1965 ·
1966 ·
1967 ·
1968 ·
1969 ·
1970 ·
1971 ·
1972 ·
1973 ·
1974 ·
1975 ·
1976 ·
1977 ·
1978 ·
1979 ·
1980 ·
1981 ·
1982 ·
1983 ·
1984 ·
1985 ·
1986 ·
1987 ·
1988 ·
1989 ·
1990 ·
1991 ·
1992 ·
1993 ·
1994 ·
1995 ·
1996 ·
1997 ·
1998 ·
1999 ·
2000 ·
2001 ·
2002 ·
2003 ·
2004 ·
2005 ·
2006 ·
2007 ·
2008 ·
2009 ·
2010 ·
2011 ·
2012 ·
2013 ·
2014 ·
2015 ·
2016 ·
2017 ·
2018 ·
2019 ·
2020 ·
2021 ·
2022 ·
2023 ·
2024 ·
2025